# 吳幾康
吳幾康（1918年1月9日—2002年7月21日），原名吳畿康，男，安徽歙县人，中華人民共和國計算機專家，中國第一台大型通用數字電子計算機104機的主要研究人員之一。

## 生平
吳幾康1943年於四川同濟大學機電系畢業，後在上海同濟大學無線電系執教。 1949年吳幾康來到丹麥工業大學進修，1951年在哥本哈根擔任無線電廠發展工程師。 鉴於中華人民共和國於1949年成立，吳幾康決定回國參加工作。但當時正值抗美援朝期間，吳幾康只能繞道回中國，途經瑞典、芬蘭和蘇聯的西伯利亞，終於在1953年回到中國。
1953年回到中國之後，吳幾康擔任中國科學院數學研究所、原子能研究所計算機小組副研究員。 1956年，吳幾康任中國科學院計算技術研究所籌備委員會委員，和華羅庚、夏培肅、張效祥等人一起籌建中國科學院計算技術研究所（簡稱中科院計算所）。 同年9月，中國成立赴蘇聯計算技術考察團，吳幾康為其中一名團員，對蘇聯計算技術的科研、生產與教育進行學習。
吳幾康起先和張效祥共同承担了中國第一台大型通用數字電子計算機104機的主要研究，後來吳幾康改任119機負責人。1964年，吳幾康負責的119機研制成功，是當時歷史上最快的電子管計算機。
1972年吳幾康擔任陝西微電子學研究所副所長，1979年任中科院計算所副所長。2002年7月21日，吳幾康逝世，享年84歲。